# Lanthanusa
Genre
Lanthanusa est un genre d'insectes de la famille des Libellulidae appartenant au sous-ordre des anisoptères dans l'ordre des odonates. Il comprend six espèces.

## Espèces du genreLanthanusa
- Lanthanusa bilineata Machalski & Oppel, 2012
- Lanthanusa cyclopica Ris, 1912
- Lanthanusa donaldi Lieftinck, 1955
- Lanthanusa lamberti Lieftinck, 1942
- Lanthanusa richardi Lieftinck, 1942
- Lanthanusa sufficiens Lieftinck, 1955